# Cap Béar
Le cap Béar est une pointe rocheuse située sur la commune de Port-Vendres, dans le département français des Pyrénées-Orientales, par laquelle le massif des Pyrénées rencontre la mer Méditerranée.

## Historique

### Naufrage duThérèse-Maria
Dans la nuit du 31 août au 1er septembre 1925, une barque fait naufrage. Le rugbyman André Rière part sur le bateau de son père, le Thérèse-Maria, assisté aux fêtes de Banyuls-sur-Mer, accompagné de ses amis.
Sur le chemin du retour,, à une heure du matin,  il est pris avec ses compagnons au dépourvu par une tempête aussi soudaine que déchaînée près du Cap Béar Un coup de vent violent, suivi d'un ressac, soulève l'embarcation par l'avant et la fait basculer sur le côté. Un flot immense engloutit tout, et le bateau dérive à l'envers. En l'espace de quelques secondes, la célébration se transforme en tragédie. Deux personnes présentent dans la cale à cause du mal de mer décèdent. Les sept hommes se cramponnent à la quille renversée. André Rière se sentant responsable quitte le navire et retourne à la nage vers la côte afin de prévenir les gardiens du sémaphore du Cap Béar. Après trois heures de nage, il arrive à prévenir les secours. Cependant, quand ces derniers atteignent le lieu de l'incident, la situation est déplorable. Les sept garçons restés sur place sont retrouvés morts. On recense sept décès  : Henry Deboher, marin de l'État en congé à Collioure, Georges Crassous, âgé de 18 ans, Yvonne Garrigue, sœur du précédent, Robert Garrigue, âgé de 5 ans et fils d'Yvonne, Mme Kramstick, peintre d'origine polonaise,  Roger Py, champion de France de rugby à XV 1921 et professeur au collège de Barbezieux et Paul Carcassonne, artiste peintre, remplaçant de Raoul Got, pour la saison 1925-1926 de l'US Perpignan. André Rière est alors le seul rescapé avec Barthélèmy Py, marin de Collioure de 25 ans qui a également réussi à quitter le navire à la nage,,,.

### Coup de chaleur du 15 juin 2022
Le 15 juin 2022, peu après 2 h du matin, le cap Béar est le théâtre d'un remarquable coup de chaleur : en l'espace de quelques dizaines de minutes, la température y passe de 22 à 37 °C, pulvérisant ainsi le précédant record de chaleur mensuel (35 °C le 21 juin 2003) enregistré par la station météo du site,.

### Articles connexes

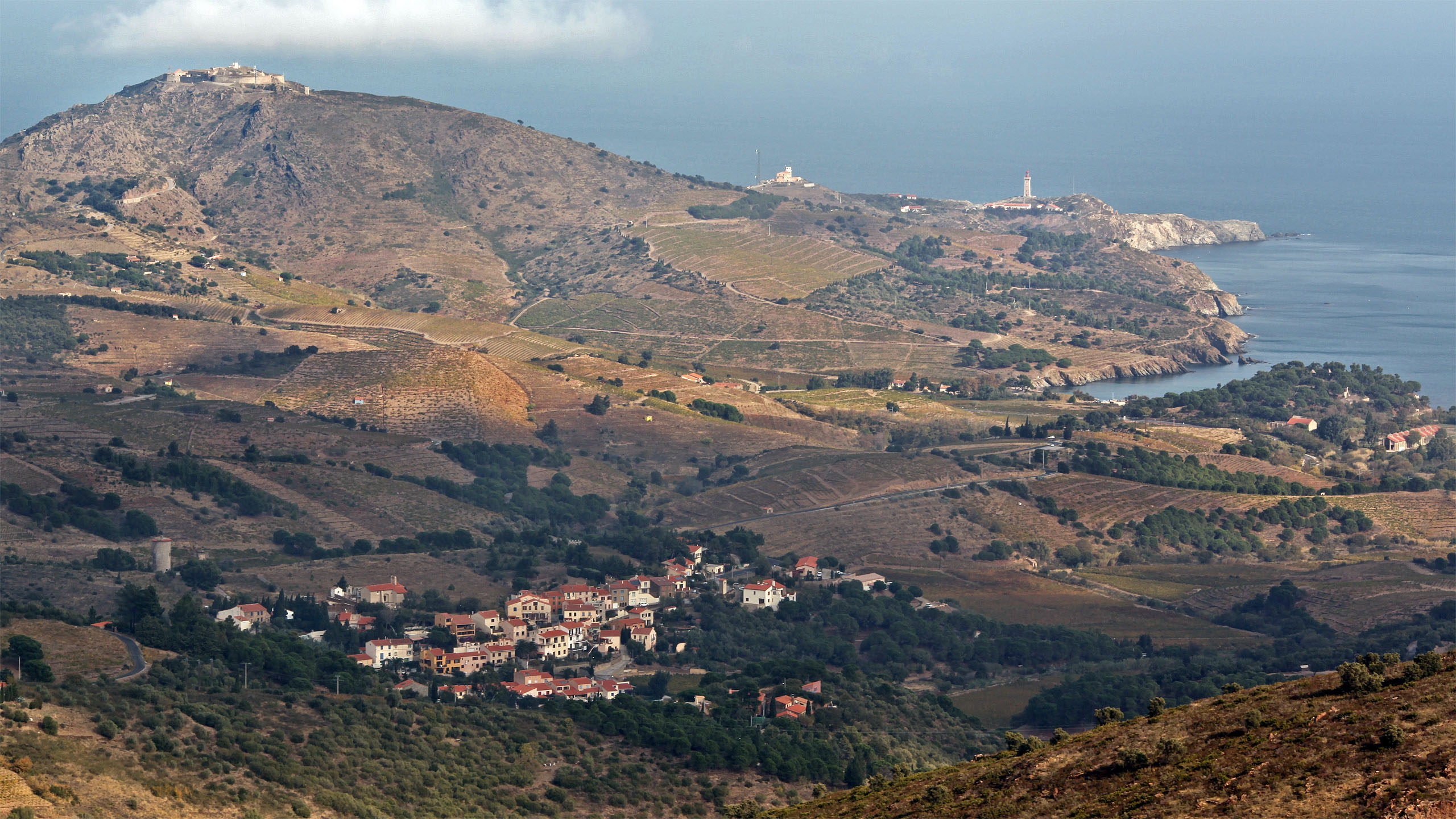
Cosprons et au loin le fort Béar et le cap.
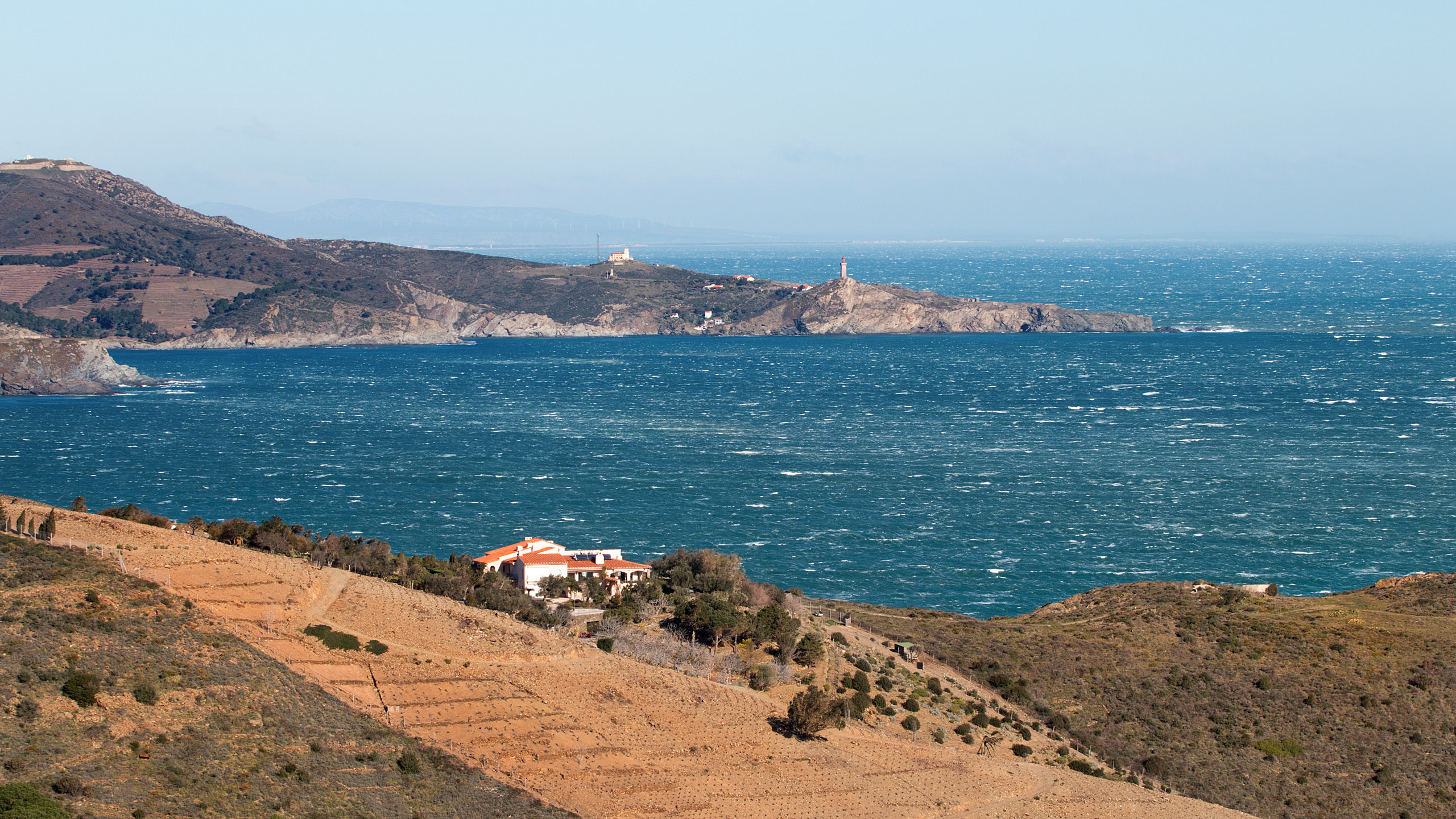
Côte sud du cap Béar.
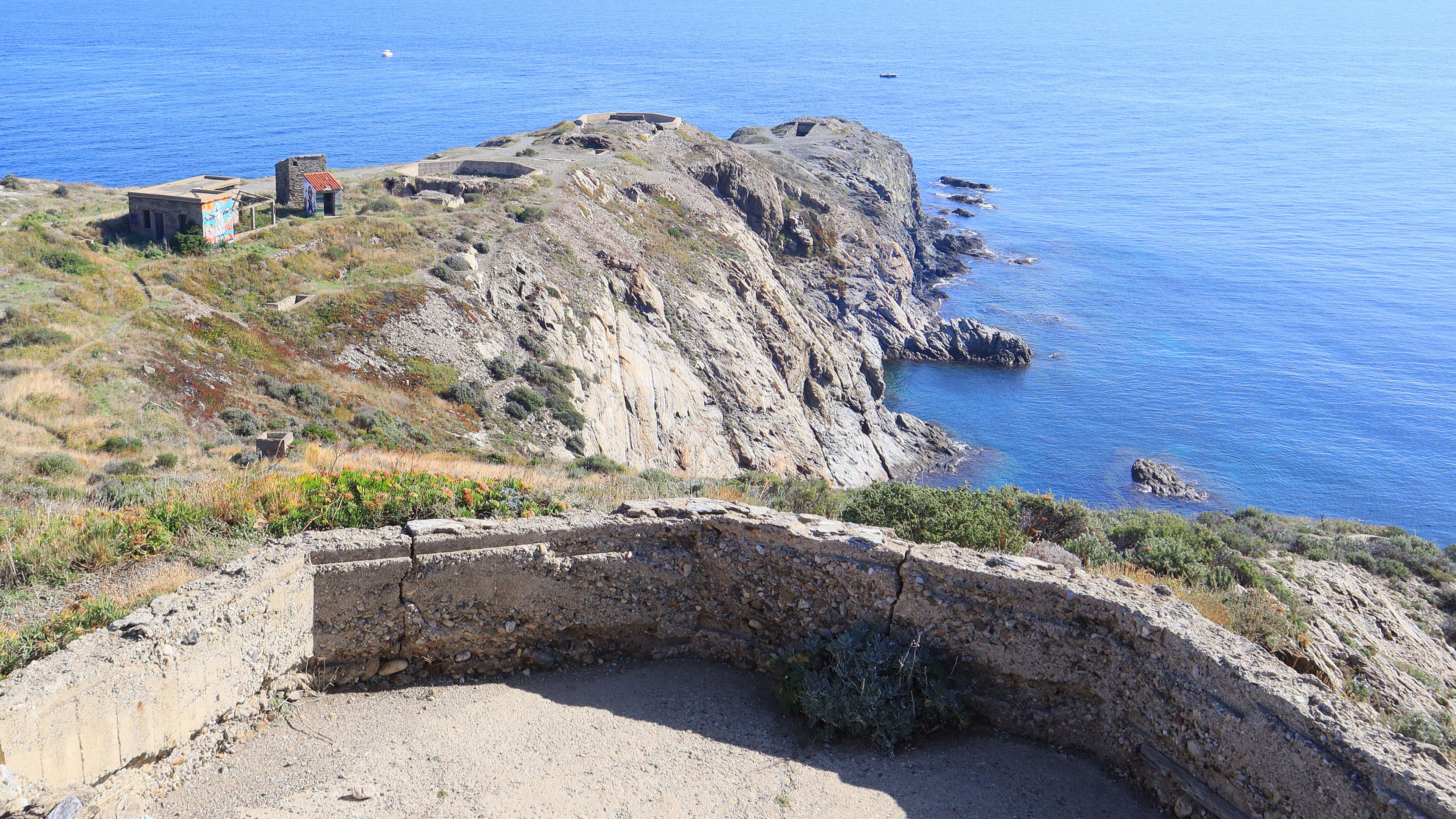
Les constructions allemandes à l'extrémité du cap.
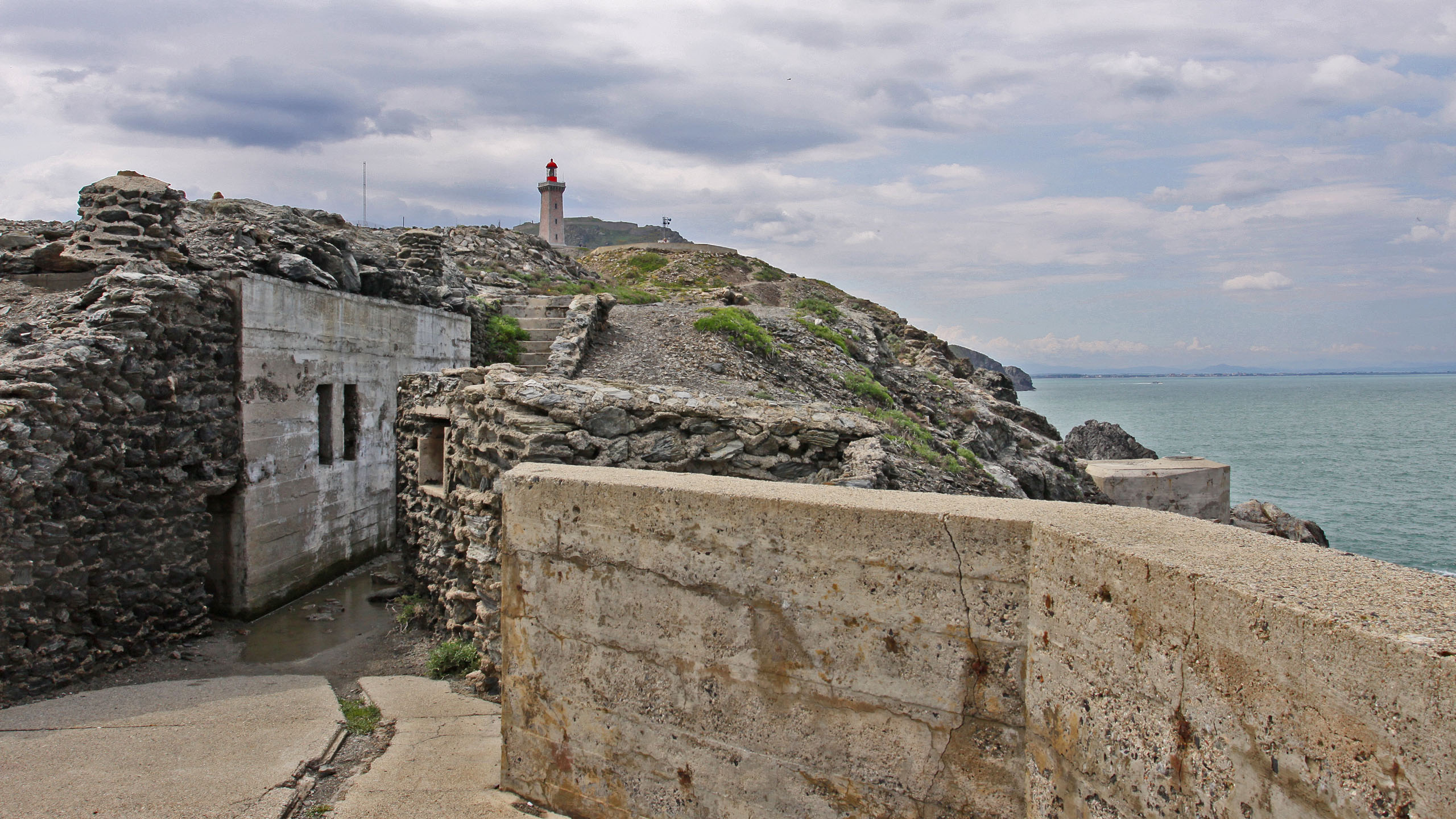
Vestiges de la guerre de 39-45.